# Saison 4 de Braquo
Chronologie
Saison 3
Cet article présente les épisodes de la quatrième et dernière saison de la série télévisée française Braquo.

## Résumé de la saison
Caplan, Morlighem et Roxane se retrouvent aux prises avec le redoutable Baba Aroudj dont Morlighem a tué le fils unique lors d'une opération de police.

## Liste des épisodes

### Épisode 1:À l'ancienne
- France : 6 juin 2016 sur Ciné+

### Épisode 2:Ma part d'enfer
- France : 6 juin 2016 sur Ciné+

### Épisode 3:Nathan
- France : 13 juin 2016 sur Ciné+

### Épisode 4:Pharaons
- France : 13 juin 2016 sur Ciné+

### Épisode 5:11 virgule
- France : 20 juin 2016 sur Ciné+

### Épisode 6:Bankster
- France : 20 juin 2016 sur Ciné+

Eddy et Walter sont toujours à Marseille. Ils viennent de sauver Jacquie Greiner d'une mort certaine, implicitement voulue par le commandant Francoeur. Celle-ci leur dévoile le plan mis en place par son mari avant sa mort en remerciement de leur acte. Eddy se rend chez Joseph Piétri, parrain local, pour lui mettre la pression. Celui-ci ne réagit pas comme il se doit et laisse son bras droit stoïque. En réaction à son attitude "lâche" face à la police, il est assassiné en pleine nuit par deux de ses plus fidèles lieutenants.
A Paris, Roxane découvre qu'elle est enceinte. Nathan, le petit frère d'Eddy trouve un travail grâce à ces compétences en mécanique.
De retour à Paris, Eddy et Walter, sous la pression du détenu qui a exécuté le contrat sur Vogel, organisent son évasion. Au départ plutôt réussi, leur plan prend une tournure inattendue...

### Épisode 7:Un jeu sans fin
- France : 27 juin 2016 sur Ciné+

Rénia, le cousin du détenu évadé est arrêté pour trafic de drogue et homicide involontaire. Il menace Caplan de tout balancer sur l'affaire de l'évasion s'il ne lui assure pas de son soutien. Après un échange tendu, les deux hommes se mettent d'accord avec en prime l'arrestation d'un gros dealer. Une opération est montée avec Brabant en soutien.
En parallèle, Jackie Greiner et Mandeville sont à Paris pour leurs affaires. Greiner lui faisant défaut après l'assassinat de son mari, Mandeville doit trouver d'autres soutiens. Francoeur toujours de la partie monte un plan avec Caplan, toujours décidé à le faire tomber. Ils ignorent cependant que Mandeville a encore quelques cartes dans sa manche...

### Épisode 8:Jusqu'au bout et jusqu'à la fin
- France : 27 juin 2016 sur Ciné+